# Erythema gyratum repens
Erythema gyratum repens is een zeer zeldzaam erytheem (huidbeeld) bestaande uit vlekken met aan de randen ringen die lijken op de nerven in hout (een zigzag-achtig patroon). Deze ringen verplaatsen zich snel. Het huidbeeld is meestal een indicatie voor een vorm van kanker, het wordt gezien bij voornamelijk longkanker.